# Gramàtica del català contemporani
La Gramàtica del català contemporani és una obra que descriu la sintaxi, la fonètica i la morfologia del català actual. Dirigida per Joan Solà amb l'ajut de Maria-Rosa Lloret, Manuel Pérez Saldanya i Joan Mascaró, hi han participat diversos autors, procedents de diverses universitats, tant dels Països Catalans com d'altres territoris. Va ser editada en 3 volums l'any 2002 per l'editorial Empúries. L'estructura, la terminologia i el contingut té força paral·lelismes amb la Gramàtica del català antic (en elaboració); d'aquesta manera es podran fer comparacions entre el català antic i el català contemporani.